# Gerardo J. Colacicco

Wappen von Gerardo Joseph Colacicco

Gerardo Joseph Colacicco (* 19. September 1955 in Poughkeepsie, New York) ist ein US-amerikanischer Geistlicher und römisch-katholischer Weihbischof in New York.

## Leben
Gerardo Colacicco erwarb zunächst einen Bachelor am Maris College in seiner Heimatstadt und trat 1978 in das Priesterseminar ein. Er studierte bis 1982 am Seminar in Yonkers und empfing am 6. November 1982 das Sakrament der Priesterweihe für das Erzbistum New York.
Neben verschiedenen Aufgaben in der Pfarrseelsorge war er von 1989 bis 1990 persönlicher Sekretär des Erzbischofs John Joseph Kardinal O’Connor. Nach weiteren Studien an der Päpstlichen Universität Heiliger Thomas von Aquin in Rom von 1990 bis 1992 erwarb er dort das Lizenziat im Fach Kanonisches Recht. Von 1992 bis 1996 war er Ehebandverteidiger und Richter am Metropolitangericht des Erzbistums New York. Papst Johannes Paul II. verlieh ihm 1999 den Ehrentitel Päpstlicher Ehrenprälat. Als Richter am Metropolitangericht war er erneut von 2007 bis 2010 tätig. Seit 2015 war er Pfarrer in Millbrook.
Am 10. Oktober 2019 ernannte ihn Papst Franziskus zum Titularbischof von Erdonia und zum Weihbischof in New York. Der Erzbischof von New York, Timothy Kardinal Dolan, spendete ihm und dem gleichzeitig ernannten Edmund J. Whalen am 10. Dezember desselben Jahres die Bischofsweihe. Mitkonsekratoren waren der emeritierte Erzbischof von Hartford, Henry Joseph Mansell, und der emeritierte New Yorker Weihbischof Gerald Thomas Walsh.